# Caleb Ekuban
Caleb Ansah Ekuban (ur. 23 marca 1994 w Villafranca di Verona) – ghański piłkarz występujący na pozycji napastnika w klubie Genoa CFC, reprezentant Ghany.